# Orde van de Distel

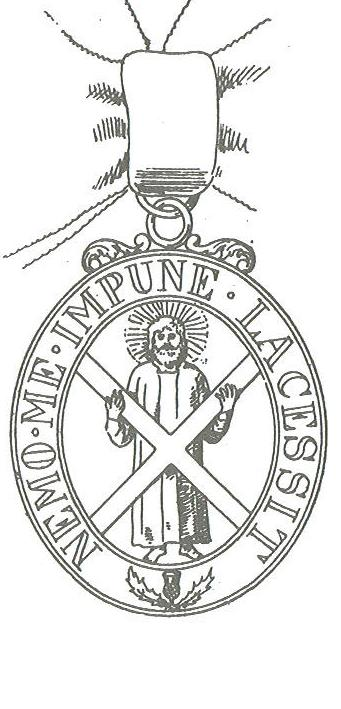
De Heilige Andreas en het andreaskruis in het juweel van de Orde van de Distel

De Orde van de Distel (Engels: The Most Ancient and Most Noble Order of the Thistle) is de hoogste onderscheiding van Schotland. De orde is, volgens overlevering, in de Middeleeuwen opgericht maar later weer in vergetelheid geraakt.
In Schotland heeft de Orde van de Distel voorrang boven de Orde van de Kousenband. De versierselen van de orde zijn een gouden investituursteken dat aan een donkergroene sjerp van ongewaterde zijde over de linkerschouder op de rechterheup hangt en een zware gouden keten van geëmailleerde distels en groene takken waar een afbeelding van de martelaar en apostel Andreas met in zijn handen het Andreaskruis hangt. Verdere versierselen zijn een zilveren ster in de vorm van een andreaskruis, een groene zijden mantel en een hoed met pluimen.
Een afbeelding uit de tijd van Jacobus III van Schotland (regeerde van 1460 tot 1488) toont een Schots koninklijk wapen met de keten van de orde van de distel.
Koning Jacobus VII van Schotland, de latere Jacobus II, heeft de orde in 1687 opnieuw ingesteld.
De Orde van de Distel is met zijn 16 Ridders en Dames (Knights Companions en Lady Companions) de Schotse tegenhanger van de Engelse Orde van de Kousenband.
De Engelse koningen hebben Schotland eeuwenlang links laten liggen. De Orde van de Distel werd pas weer prominent gedragen door Koning Eduard VII die, zoals nu nog steeds gebruikelijk is in de Britse koninklijke familie, de orden van de kousenband en van de distel steeds samen droeg.
Sinds 1911 heeft de orde een schitterende kapel in de St. Gilles kathedraal in Edinburgh. Daar bezitten alle ridders een prachtige zetel met daarboven hun helm, helmteken en zwaard. De kapel is te klein om ook de banier van de ridders op te hangen.
Eeuwenlang was onduidelijk of men tezelfdertijd ridder in beide orden kon zijn. Tegenwoordig is dat geen probleem meer.
De orde wordt vooral aan Schotse hertogen en ander edelen door de koning verleend. Veel Schotse adelsgeslachten bezitten een eigen keten en ster van de orde. De versierselen worden na het overlijden van een ridder door diens zoon in een audiëntie aan de koning teruggegeven. Maar van deze regel wordt weleens afgeweken, bijvoorbeeld wanneer een titel met de ridder uitsterft. Dan laat de vorst(in) de keten en de ster in het bezit van de familie.                                
Koningin Elizabeth II heeft de Noorse koning Olaf V als "extra ridder" in de orde opgenomen. Hij was daarmee de enige buitenlandse ridder in de afgelopen 200 jaar. De orde is, afgezien van benoemingen van de leden van de Britse koninklijke familie, sinds 1826 alleen aan Schotten verleend.
Het motto van de orde is "Nemo me impune lacessit", Latijn voor "Niemand raakt mij ongestraft". Een passend motto voor zowel de distel als de strijdlustige Schotse natie.

## Fotogalerij

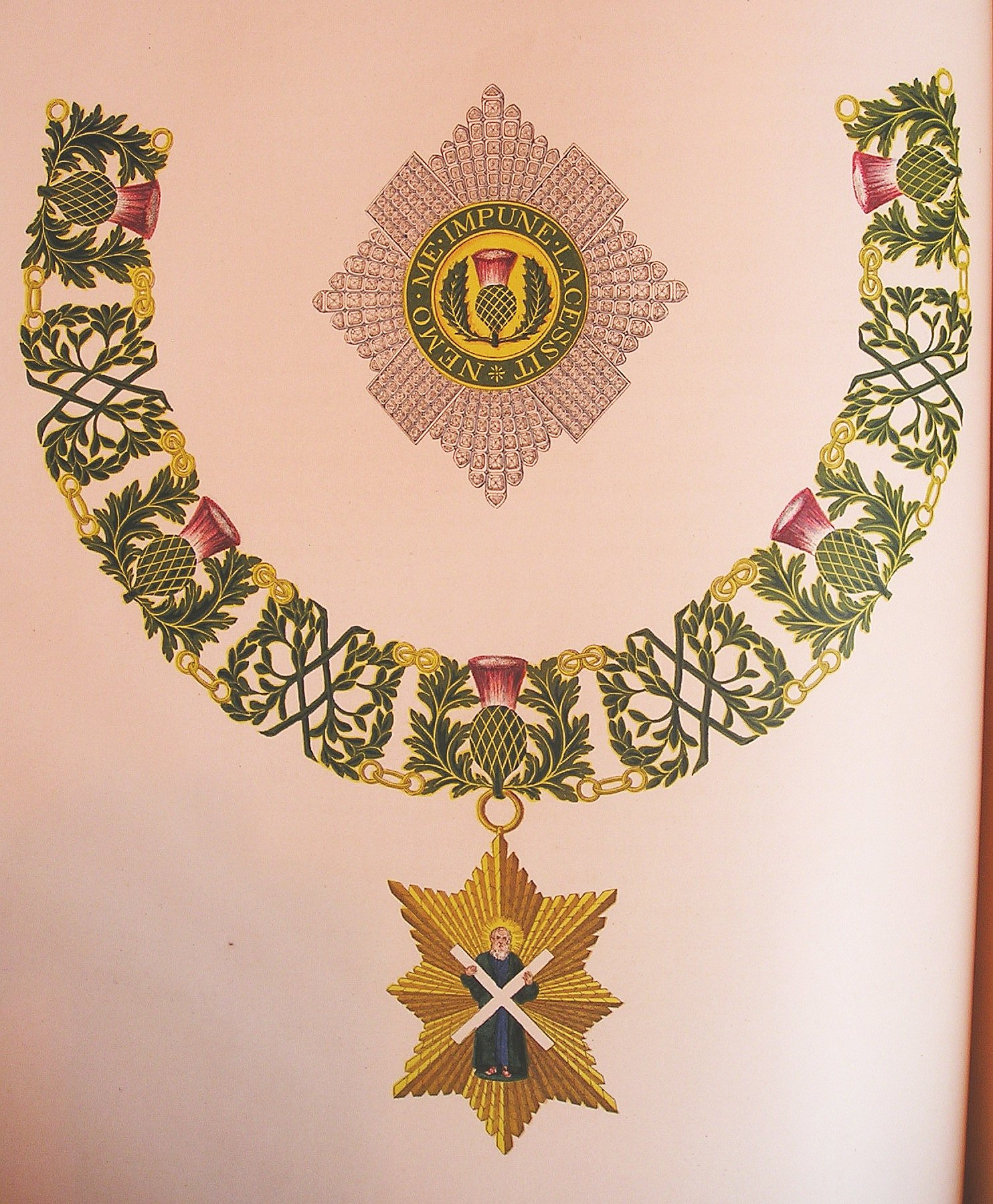
Insigne van de Orde van de Distel
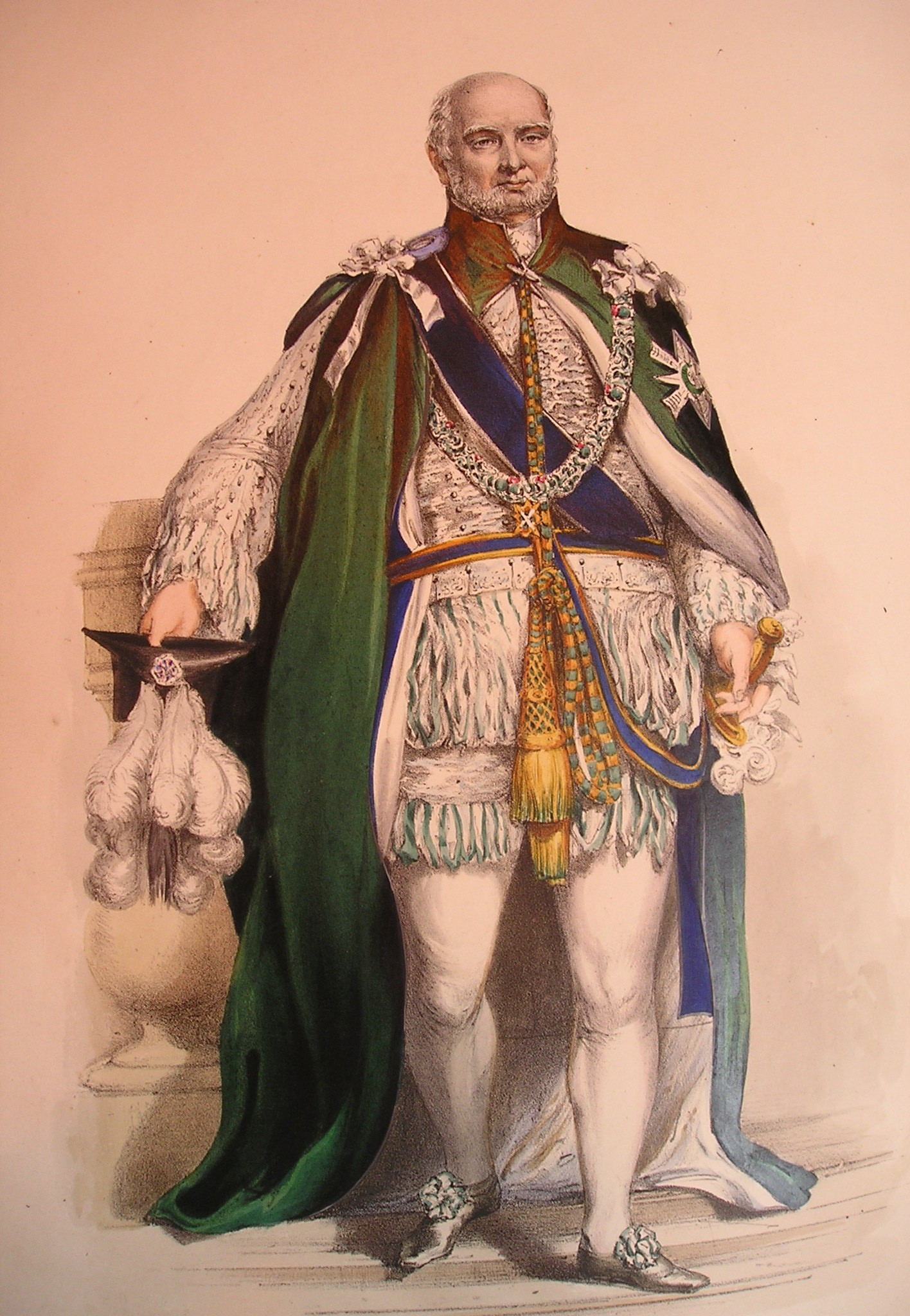
Ordekleding uit de 19e eeuw. De onderkleding is in onbruik geraakt